# Джефф Єрема
Джеффрі Єрема (нар. 17 січня 1980) — канадський професійний хокеїст, крайній нападник. Востаннє він грав за «Ноттінгем Пантерс» з EIHL. Він був задрафтований у першому раунді, 11-м у загальному заліку, командою «Кароліна Гаррікейнс» на драфті НХЛ 1998 року. До підписання контракту з клубом «Ноттінгем» він останнім часом виступав за хорватський «Медвещак» КХЛ.

## Ігрова кар'єра
Після трьох повних сезонів у Хокейній лізі Онтаріо за «Сарнія Стінг» Єрема дебютував на професіоналі з «Цинциннаті Сайклонз» Міжнародної хокейної ліги в сезоні 2000—2001. Він дебютував у Національній хокейній лізі в сезоні 2002—2003 років у складі «Гаррікейнс», зіграв у десяти іграх і забив три голи. У сезоні 2003—2004 років він перейшов до «Сент-Луїс Блюз» після того, як його взяли на драфт НХЛ, і зіграв у 22 іграх, забивши один гол.
Єрема провів усі сезони 2005—2006 та 2006—2007 років у «Бінгемтон Сенаторз» з АХЛ, набравши 141 очко в 155 іграх. У міжсезонні 2007 року він підписав контракт із німецькою командою «Франкфуртські леви» з DEL. Після того, як він забив 20 голів у 2007–2008 роках у складі «левів», Єрема отримав один рік, щоб залишитися у Франкфурті.
У статусі вільного агента на початку сезону 2009—2010 років Ярема підписав контракт з хорватським «Медвещаком» Австрійської хокейної ліги, що базується в Хорватії, 23 листопада 2009 року Єрема зарекомендував себе, коли «Ведмеді» набрали 24 очки у 28 іграх, а потім зуміли забити лише 2 голи, коли КХЛ дійшла до півфіналу плей-офф. 13 серпня 2010 року було оголошено, що Єремі не пропонували новий контракт, щоб залишитися в Хорватії. 29 листопада 2010 року було оголошено, що Єрема підписав контракт з командою «Ноттінгем Пантерз» з Елітної ліги Великобританії. Ярема закінчив свій перший сезон за «Пантеру» з 18 голами та 34 очками в 28 іграх.
Єрема повернувся на другий сезон із «Ноттінгем Пантерз». Він отримав струс мозку та зламав ніс після зіткнення з одноклубником Меттом Френсісом у Данді, де «Пантери» виграли гру з рахунком 4-1. Через травму він пропустив більшу частину жовтня. 22 лютого 2012 року під час першого півфінального матчу Челлендж-кубка в Брехеді Єрема знову зламав ніс і отримав струс мозку. Через тиждень він повернувся до Канади на відпочинок і реабілітацію.

## Особисті
Єрема є двоюрідним братом Еріка, Марка, Джордана та Джареда Стала, які грали професійно в хокей і мають голландське походження.

## Статистика кар'єри
| Сезон        | Клуб                  | Ліга         | Регулярний сезон | Регулярний сезон | Регулярний сезон | Регулярний сезон | Регулярний сезон | Плей-оф | Плей-оф | Плей-оф | Плей-оф | Плей-оф |
| Сезон        | Клуб                  | Ліга         | І                | Г                | П                | О                | ШХ               | І       | Г       | П       | О       | ШХ      |
| ------------ | --------------------- | ------------ | ---------------- | ---------------- | ---------------- | ---------------- | ---------------- | ------- | ------- | ------- | ------- | ------- |
| 1996–97      | Thunder Bay Kings AAA | Midget       | 54               | 42               | 39               | 71               | 112              | —       | —       | —       | —       | —       |
| 1997–98      | Sarnia Sting          | OHL          | 63               | 32               | 40               | 72               | 88               | 5       | 4       | 1       | 5       | 10      |
| 1998–99      | Sarnia Sting          | OHL          | 62               | 31               | 39               | 70               | 113              | 6       | 5       | 1       | 6       | 0       |
| 1999–2000    | Sarnia Sting          | OHL          | 67               | 36               | 41               | 77               | 62               | 7       | 4       | 2       | 6       | 10      |
| 2000–01      | Cincinnati Cyclones   | IHL          | 73               | 17               | 16               | 33               | 42               | 4       | 0       | 0       | 0       | 0       |
| 2001–02      | Lowell Lock Monsters  | AHL          | 76               | 33               | 37               | 70               | 90               | 5       | 2       | 3       | 5       | 2       |
| 2002–03      | Lowell Lock Monsters  | AHL          | 36               | 15               | 17               | 32               | 25               | —       | —       | —       | —       | —       |
| 2002–03      | Carolina Hurricanes   | NHL          | 10               | 3                | 0                | 3                | 2                | —       | —       | —       | —       | —       |
| 2003–04      | St. Louis Blues       | NHL          | 22               | 1                | 2                | 3                | 4                | —       | —       | —       | —       | —       |
| 2003–04      | Worcester IceCats     | AHL          | 1                | 0                | 0                | 0                | 2                | —       | —       | —       | —       | —       |
| 2003–04      | Hartford Wolf Pack    | AHL          | 41               | 12               | 15               | 27               | 25               | 4       | 0       | 0       | 0       | 9       |
| 2004–05      | Manitoba Moose        | AHL          | 80               | 14               | 30               | 44               | 67               | 14      | 4       | 6       | 10      | 12      |
| 2005–06      | Binghamton Senators   | AHL          | 77               | 27               | 47               | 74               | 69               | —       | —       | —       | —       | —       |
| 2006–07      | Binghamton Senators   | AHL          | 78               | 36               | 31               | 67               | 75               | —       | —       | —       | —       | —       |
| 2007–08      | Frankfurt Lions       | DEL          | 50               | 20               | 21               | 41               | 48               | 12      | 1       | 6       | 7       | 8       |
| 2008–09      | Frankfurt Lions       | DEL          | 48               | 18               | 13               | 31               | 53               | 5       | 3       | 0       | 3       | 0       |
| 2009–10      | KHL Medveščak         | EBEL         | 28               | 7                | 17               | 24               | 26               | 11      | 2       | 0       | 2       | 26      |
| 2010–11      | Nottingham Panthers   | EIHL         | 32               | 19               | 18               | 37               | 36               | 4       | 3       | 4       | 7       | 2       |
| 2011–12      | Nottingham Panthers   | EIHL         | 31               | 13               | 23               | 36               | 49               | —       | —       | —       | —       | —       |
| Усього в АХЛ | Усього в АХЛ          | Усього в АХЛ | 389              | 137              | 177              | 314              | 353              | 23      | 6       | 9       | 15      | 23      |
| Усього в НХЛ | Усього в НХЛ          | Усього в НХЛ | 32               | 4                | 2                | 6                | 6                | —       | —       | —       | —       | —       |